# Alex McCarthy
Pour les articles homonymes, voir Mac Carthy.
Alex McCarthy, né le 3 décembre 1989 à Guildford, est un footballeur international anglais qui évolue au poste de gardien de but au Southampton FC.

## Biographie

### En club
En août 2014, il quitte Reading et rejoint un autre club anglais.
Le 29 août 2014, il rejoint Queens Park Rangers pour un contrat de quatre ans.
Le 23 juillet 2015, il rejoint Crystal Palace.
Le 1er août 2016, il s'engage avec le Southampton FC.
Le club annonce le 28 juin 2024 qu'il prolonge son contrat de 2 ans. 

### En sélection
Le 30 août 2018, McCarthy est convoqué pour la première fois en équipe d'Angleterre. Le 15 novembre suivant, il honore sa première sélection avec les Three Lions en entrant en jeu à la mi-temps d'un match amical contre les États-Unis.